# Johannes Schneider (Theologe, 1956)
Johannes Schneider OFM (* 25. Juni 1956 in Schwaz) ist ein österreichischer Franziskaner und theologischer Autor.

## Leben
Schneider studierte von 1975 bis 1977 Malerei an der Akademie der bildenden Künste Wien. 1977 begann er sein Theologiestudium und trat in den Franziskanerorden ein. Er empfing 1982 die Priesterweihe. Nach einem Studium an der St. Bonaventure University in Allegany, New York (1983/84) widmete er sich der Seelsorge und Ausbildung. Anschließend studierte Schneider zwischen 1989 und 1993 am Pontificium Athenaeum Antonianum in Rom und promovierte zum Dr. theol. Seitdem ist er in Österreich in der Seelsorge und in der Forschung tätig. Er ist korrespondierendes Mitglied der Internationalen Marianischen Päpstlichen Akademie.